# Kristianstads FF
Kristianstads Fotbollsförening ist ein schwedischer Fußballverein aus Kristianstad. Der 1990 gegründete Klub spielte eine Spielzeit in der zweiten Liga. Die Frauenfußballabteilung löste sich 1998 vom Verein, um mit Wä IF zusammenzugehen, und tritt mittlerweile unter dem Namen Kristianstads DFF an.

## Geschichte
Kristianstads FF entstand 1990, als sich die Fußballabteilung des IFK Kristianstad vom Verein löste und mit Vilans BoIF fusionierte. Die Mannschaft startete daraufhin in der viertklassigen Division 3 Sydöstra Götaland. Nachdem zunächst Mittelfeldplätze belegt wurden, gelang 1993 als Staffelsieger der Aufstieg in die drittklassige Division 3 Södra Götaland. Zunächst spielte der Klub auch hier im mittleren Bereich der Tabelle, ehe gegen Ende des Jahrzehnts vordere Plätze belegt wurden. 1997 fehlten noch drei Punkte zu einem Aufstiegsplatz, ein Jahr später stieg die Mannschaft als Staffelsieger in die zweitklassige Division 1 Södra auf.
Kristianstads FF hielt sich nur ein Jahr in der zweiten Liga, da aufgrund einer Ligareform – die zwei Zweitligastaffeln wurden zu einer zusammengefasst – ein neunter Tabellenrang nicht zum Klassenerhalt genügte. In der dritten Liga fand sich die Mannschaft ebenso im Abstiegskampf wieder. 2000 wurde noch der letzte Nicht-Abstiegsplatz belegt, ein Jahr später folgte der Absturz in die Viertklassigkeit. Als Vizemeister erreichte die Mannschaft die Aufstiegsrunde, in der sie den direkten Wiederaufstieg bewerkstelligen konnte.
In der dritten Liga etablierte sich Kristianstads FF im Mittelfeld. 2005 qualifizierte sich die Mannschaft als Tabellenzweiter hinter Bunkeflo IF für die neu geschaffene drittklassige Division 1. Hier belegte sie 2007 nur einen Abstiegsplatz, als Staffelsieger der Division 2 Södra Götaland erreichte sie jedoch den direkten Wiederaufstieg. Als Aufsteiger verpasste der Klub mit einem Punkt Rückstand auf Staffelsieger Östers IF und den punktgleichen Zweitplatzierten Skövde AIK nur knapp den Durchmarsch in die Superettan.

## Trainer
- Mats Magnusson (1999–2001)